# David Conrad
David Crawford Conrad (Pittsburgh, 17 agosto 1967) è un attore statunitense.
È noto per il ruolo di Jim Clancy nella serie televisiva Ghost Whisperer - Presenze; è il più giovane dei tre figli di un ingegnere ed una bibliotecaria.

## Carriera
Nel 1996 recita nel film Biancaneve nella foresta nera  con Sigourney Weaver e Sam Neill.
Nel 2003 è sul set della serie tv Boston Public, dove recita in 6 episodi.
Nella serie tv Ghost Whisperer prende parte a 107 episodi dal 2005 al 2010. 
Inoltre recita un episodio (Rianimazione vietata) nella serie televisiva Dr. House - Medical Division nel ruolo del dottor Hamilton, vecchio maestro di Eric Foreman.

## Filmografia parziale

### Cinema
- Il tempo di decidere (Return to Paradise), regia di Joseph Ruben (1998)
- Weekend, regia di Brian Skeet (1999)
- Men of Honor - L'onore degli uomini (Men of Honor), regia di George Tilman jr. (2000)
- Anything Else, regia di Woody Allen (2003)
- 2 single a nozze - Wedding Crashers (Wedding Crashers), regia di David Dobkin (2005)

### Televisione
- Relativity – serie TV, 17 episodi (1996-1997)
- Biancaneve nella foresta nera (Snow White: A Tale of Terror) – film TV (1997)
- A Natale tutto è possibile (A Season for Miracles) – film TV (1999)
- Roswell – serie TV, 5 episodi (2000)
- Miss Match – serie TV, 18 episodi (2003)
- Boston Public – serie TV, 7 episodi (2003)
- Dr. House - Medical Division (House, M.D.) – serie TV, episodio 1x09 (2005)
- Ghost Whisperer - Presenze (Ghost Whisperer) – serie TV, 107 episodi (2005-2010)
- CSI: Miami – serie TV, episodio 9x08 (2010)
- The Good Wife – serie TV, episodio 3x05 (2011)
- Il socio (The Firm) – serie TV, episodi 1x18-1x19 (2012)
- Law & Order - Unità vittime speciali (Law & Order: Special Victims Unit) – serie TV, episodio 15x04 (2013)
- Agents of S.H.I.E.L.D. – serie TV, 8 episodi (2013-2018)
- Castle – serie TV, episodio 7x18 (2015)
- Masters of Sex – serie TV, episodio 4x04 (2016)

## Doppiatori italiani
Nelle versioni in italiano delle opere in cui ha recitato, David Conrad è stato doppiato da:
- Christian Iansante in Dr. House - Medical Division, Law & Order - Unità vittime speciali
- Francesco Pezzulli in Agents of S.H.I.E.L.D., Castle
- Michele D'Anca in 2 single a nozze - Wedding Crashers
- Francesco Bulckaen in Ghost Whisperer - Presenze
- Riccardo Scarafoni in CSI: Miami